# أرمين شفارتز
أرمين شفارتز (بالألمانية: Armin Schwarz) مواليد 16 يوليو 1963 في نويشتات أن در آيش، ألمانيا الغربية، هو سائق راليات ألماني بدأ مسيرته في سنة 1988. كان أول رالي له هو رالي ويلز 1988. تنافس في بطولة العالم للراليات. فاز بـ سباق رالي واحد. صعد على المنصة 7 مرات خلال مسيرته.

## فرق مثلها
- فريق فورد للراليات

## روابط خارجية
- أرمين شفارتز على موقع Rallye-info.com (الإنجليزية)
- أرمين شفارتز على موقع eWRC-results.com (الإنجليزية)